# Dendrocoelopsis brementi
Dendrocoelopsis brementi is een platworm (Platyhelminthes). De worm is tweeslachtig. De soort leeft in of nabij zoet water.
Het geslacht Dendrocoelopsis, waarin de platworm wordt geplaatst, wordt tot de familie Dendrocoelidae gerekend. De wetenschappelijke naam van de soort werd, als Planaria brementi, voor het eerst geldig gepubliceerd in 1919 door de Beauchamp. De naam komt in de literatuur ook voor als Amyadenium brementi.